# Christoph Hammer
Christoph Hammer (* 12. Juni 1966 in Ensdorf) ist ein deutscher Dirigent, Hammerklavierspieler, Musikwissenschaftler und Spezialist für Historische Aufführungspraxis.

## Biografie

### Werdegang
Christoph Hammer wuchs in Ensdorf auf. Er hatte in Regensburg Unterricht in Klavier bei Konrad Pfeiffer, in Orgel bei Norbert Düchtel. 1985 legte er das Abitur am Max-Reger-Gymnasium in Amberg ab. Anschließend studierte er als Stipendiat der Stiftung Maximilianeum und der Studienstiftung des Deutschen Volkes Germanistik und Musikwissenschaft an der Universität München und der University of California in Los Angeles.

### Spieler historischer Tasteninstrumente

#### Hammerklavier
Seit 1989 konzentriert er sich auf das Spiel historischer Tasteninstrumente, insbesondere des Hammerklaviers. Als Solist, Liedbegleiter und Kammermusiker hat er sich einen internationalen Ruf erworben. Regelmäßige Zusammenarbeit verbindet ihn mit Ensembles wie dem Concerto Köln, L’Orfeo Barockorchester, Nederlands Kammerorchest, Prager Kammerorchester. Ein Gleiches gilt für die Arbeit mit Gesangs- und Instrumentalsolisten wie Emma Kirkby, Rufus Müller, Martin Bruns, Jan Kobow, Axel Köhler, Dominik Wörner, Anton Steck, Reinhold J. Buhl, Guido Larisch, Martin Sandhoff, Florian Deuter und anderen. Er hat zahlreiche Einspielungen bei OehmsClassics, beim BR und dem ORF vorgelegt.

#### Tangentenflügel
Christoph Hammer stellte 2012 gemeinsam mit Sylvia Ackermann im Rahmen eines Konzertes einen Tangentenflügel der Öffentlichkeit vor. Dieser wurde 2006 in Sulzbach-Rosenberg im Nachlass von Johann Esaias von Seidel im Originalzustand entdeckt und danach aufwendig restauriert.

### Dirigent
Orchester: Neue Hofkapelle München
1992 gründete er dieses Ensemble, mit dem er weithin unbekannte Musik des 17. und 18. Jahrhunderts der bayerischen Residenzen und Kirchen, z. B. aus München und Regensburg, wieder aufführte. Es wird seit 2009 von Rüdiger Lotter unter dem Namen Hofkapelle München weiter geführt.
Oper
Am Stadttheater Passau dirigierte er 2004 Jean Philippe Rameaus Dardanus. 2005 übernahm Hammer das Dirigat von Monteverdis L’Orfeo am Landestheater Linz. 2006 leitete er bei den Händel-Festspielen in Karlsruhe Händels Lotario. 2007 war er mit der Neuen Hofkapelle München in einer Produktion der Bayerischen Theaterakademie August Everding verantwortlich für die musikalische Umsetzung von Reinhard Keisers Fredegunda, die im Jahr 2008 am Bremer Theater unter Hammers musikalischer Leitung ein weiteres Mal inszeniert wurde. Im Juni 2008 feierte Die Nacht von Einar Schleef an der Bayerischen Theaterakademie Premiere. Christoph Hammer übernahm in der Inszenierung von Anna Viebrock die musikalische Leitung.

### Lehrtätigkeit
2002 begann er neben einer Gastprofessur an der University of Seattle eine Lehrtätigkeit an der Hochschule für Musik und Theater München. Von August 2009 bis 2018 war Christoph Hammer Professor für Cembalo und Hammerflügel an der University of Northern Texas. Seit August 2017 ist er Professor für historische Tasteninstrumente am Leopold-Mozart-Zentrum der Universität Augsburg.

### Ehrenamtliche Aktivitäten
- Seit 2021 Erster Vorsitzender des Leopold-Mozart-Kuratoriums[3]
- Seit Mai 2022 Präsident der Deutschen Mozart-Gesellschaft[4]

## Ehrungen und Auszeichnungen
- 1985: Erster Preis bei Jugend musiziert im Fach Orgel.
- 1985: Sonderpreis für die beste Interpretation eines zeitgenössischen Werks.
- 2002: Kulturförderpreis des Freistaats Bayern.
- 2004: Preis der Bayerischen Volksstiftung.